# Widdringtonia schwarzii
Widdringtonia schwarzii (Відрінгтонія вілловморська) — вид хвойних рослин родини кипарисових.

## Поширення, екологія
Ендемік Східної Капській провінції Південної Африки. Росте на висотах 70–1220 м в скелястих ущелинах в районах з низьким рівнем опадів у горах Baviaauskloof і Kooga. Всі доступні екземпляри були спалені або вирізані, так що дерева тепер обмежуються важкодоступними скелястими ущелинами і їх можна побачити тільки з великим зусиллям.

## Морфологія
Дерево зазвичай 17–30(40) м заввишки. Кора червоно-сіра, тонка, волокниста, лущиться. Неповнолітніх дерев листки голчасті, довжиною до 2 см. Дорослих дерев листки 3–4 мм завдовжки. Пилкові шишки близько 2 мм завдовжки. Насіннєві шишки майже кулясті, 2 см в діаметрі, темно-коричневі. Шишки на різних етапах розвитку можна знайти на деревах протягом року. Насіння дещо зігнуті, з помітним крилом.

## Використання
Використовувався в минулому для будівництва місцевих садиб, для виготовлення меблів, парканів і телеграфних стовпів. Виснаження ресурсу до кількох дерев у важкодоступних місцях припинило це використання й інші дерева тепер захищені.

## Загрози та охорона
У даний час вирубка припинилась і тепер пожежі є основною загрозою, бо цей вид погано адаптований до пожеж. Рослини вирощують в ботанічних садах.